# Pseudarhaphes fleutiauxi
Pseudarhaphes fleutiauxi is een keversoort uit de familie kniptorren (Elateridae). De wetenschappelijke naam van de soort is voor het eerst geldig gepubliceerd in 1998 door Dolin & Girard. De soort werd genoemd naar de Franse entomoloog Edmond Fleutiaux.